# Roxy Murray
Roxy Murray és una podcaster, activista per la discapacitat i estilista britànica coneguda per la seva defensa de les persones amb esclerosi múltiple (EM), la inclusió de la diversitat ètnica i la comunitat LGBTQIA+. Com a fundadora del podcast The Sick and Sickening Podcast, ofereix una plataforma on es comparteixen històries sense filtres sobre la vida amb discapacitats i malalties cròniques.

## Activisme i visibilitat
Roxy utilitza la seva experiència com a estilista per reivindicar la moda com una eina d'activisme, fent campanya per la inclusió i l'equitat dins la indústria mèdica, el sector benèfic i el món corporatiu. El seu treball també se centra en:
- Fomentar l'adopció d'ajudes per a la mobilitat com a expressions d'autoempoderament.
- Promoure la moda adaptable, amb participació en esdeveniments com Naidex i Disability Expo.
- Impulsar la diversitat i representació de les persones amb discapacitat a la moda i la indústria mèdica.

## Defensora del benestar i la positivitat sexual
Com a persona pansexual, Roxy defensa la positivitat sexual i la inclusió LGBTQIA+, col·laborant amb organitzacions com Para Pride, Hot Octopus i Undressing Disability. També ha aparegut al programa de Channel 5, Adults Only Sexual Healing, portant la conversa sobre salut sexual a un públic més ampli.

## Treball amb el sector mèdic
Roxy ha contribuït a millorar els serveis mèdics per a persones amb esclerosi múltiple, amb èmfasi en la salut sexual i l'embaràs inclusius. La seva col·laboració amb el NHS i empreses farmacèutiques busca fomentar l'equitat i la diversitat ètnica en la investigació mèdica.

## Moda com a eina d'inclusió
Les seves col·laboracions amb G(end)er Swap han impulsat tallers d'estil per a la comunitat queer i amb discapacitat. Mitjançant xerrades magistrals a Europa, ha defensat la necessitat d'una major equitat, diversitat i inclusió (EDI) en estudis mèdics.

## Reflexions personals sobre l’EM
Roxy descriu l'experiència de viure amb EM com una muntanya russa, amb símptomes variables dia a dia. Explica la malaltia a través d'una metàfora simple: el cos funciona com una caixa wi-fi amb senyals febles, dificultant la realització de tasques senzilles. Tot i les dificultats, destaca que el seu viatge ha aportat moments d'il·lusió i descobriment personal.

## Filosofia i inspiració
Guiada pel principi de ser ella mateixa i compartir la seva passió, Roxy creu que la representació és crucial per a la comunitat de persones amb discapacitat. La seva tasca trenca tabús i celebra les experiències i veus diverses, amb l’objectiu de garantir que ningú se senti aïllat o no representat.
La seva feina ha estat reconeguda en mitjans prestigiosos com Vogue UK i Disability Review Magazine, consolidant-la com una veu influent en la lluita per una societat més inclusiva i equitativa.